# Gillberga församling, Karlstads stift
Gillberga församling är en församling i Säffle pastorat i Västra Värmlands kontrakt i Karlstads stift. Församlingen ligger i Säffle kommun i Värmlands län.

## Administrativ historik
Församlingen har medeltida ursprung. 
Församlingen var till 1962 moderförsamling i pastoratet Gillberga och Långserud som även till 1609 omfattade Silleruds församling och så länge de fanns Lönskogs och Åskogs församlingar.  Från 1962 till 2002 moderförsamling i pastoratet Gillberga och Kila Församlingen är från 2002 annexförsamling i Säffle pastorat.

## Organister
| Period    | Namn         | Levnadstid | Övrigt   |
| --------- | ------------ | ---------- | -------- |
| 1863-1913 | Per Johnsson | 1834-1913  | Organist |

## Kyrkor
- Gillberga kyrka